# Liste schottischer Tartans

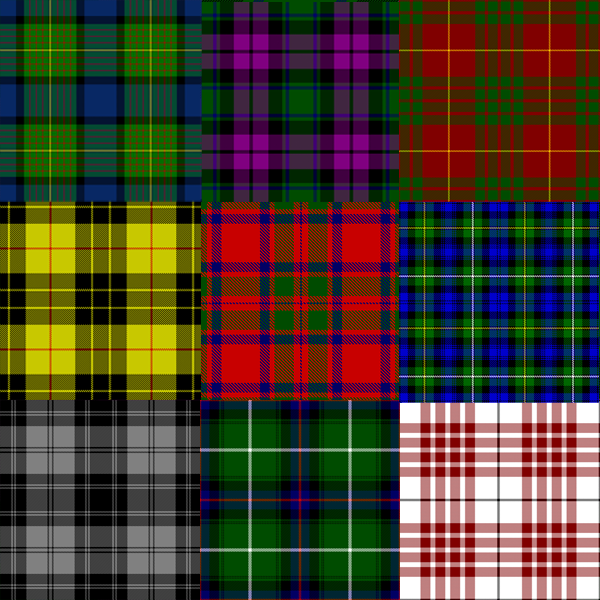
Auswahl schottischer Tartans

Diese Liste zeigt die Muster ausgewählter schottischer Tartans und die Zugehörigkeit zu dem jeweiligen schottischen Clan. 
Das für Tartans typische Karomuster („Schottenkaros“) entsteht beim Weben durch Verwendung von unterschiedlich farbigen Fäden. Ursprünglich waren Tartans und ihre Muster in Schottland vor allem regional unterschiedlich. Die eindeutige Zuordnung von bestimmten Tartans zu einzelnen Clans kam erst um 1822 vollkommen an.

## Liste
| Tartan | Clan                     | Anmerkungen                           | Tartan | Clan                   | Anmerkungen |
| ------ | ------------------------ | ------------------------------------- | ------ | ---------------------- | ----------- |
|        | Armstrong                |                                       |        | Barclay                |             |
|        | Brodie                   |                                       |        | Bruce                  |             |
|        | Buchanan                 |                                       |        | Cameron                |             |
|        | Campbell                 | Tartan des Royal Regiment of Scotland |        | Chisholm               |             |
|        | Comyn                    |                                       |        | Cunningham             |             |
|        | Douglas                  |                                       |        | Dundas                 |             |
|        | Erskine                  |                                       |        | Farquharson            |             |
|        | Forbes                   |                                       |        | Fraser                 |             |
|        | Gordon                   |                                       |        | Graham                 |             |
|        | Grant                    |                                       |        | Gunn                   |             |
|        | Hamilton                 |                                       |        | Hay                    |             |
|        | Lamont                   |                                       |        | MacArthur              |             |
|        | Macdonald – of the isles |                                       |        | MacDonald – Clanranald |             |
|        | MacDuff                  |                                       |        | Macfarlane             |             |
|        | Macgregor                |                                       |        | MacLeod                |             |
|        | MacIntyre                |                                       |        | Mackay                 |             |
|        | Mackenzie                |                                       |        | MacKinnon              |             |
|        | Mackintosh               |                                       |        | MacLachlan             |             |
|        | MacLean                  |                                       |        | MacNab                 |             |
|        | MacNeil                  |                                       |        | MacPherson             |             |
|        | MacQueen                 |                                       |        | Menzies                |             |
|        | Munro                    |                                       |        | Murray                 |             |
|        | Ranald                   |                                       |        | Robertson              |             |
|        | Scott                    |                                       |        | Sinclair               |             |
|        | Stewart – I              |                                       |        | Stewart – II           |             |
|        | Sutherland               |                                       |        | Wallace                |             |